# Richard Lynn
Richard Lynn, född 20 februari 1930, död juli 2023, var en kontroversiell engelsk psykolog och självutnämnd "vetenskaplig rasist" som förespråkade ett genetiskt samband mellan ras och intelligens. Han var chefredaktör för Mankind Quarterly, en tidskrift för vit makt. Han var lektor i psykologi vid University of Exeter och professor i psykologi vid Economic and Social Research Institute i Dublin och vid University of Ulster i Coleraine. Lynn var professor emeritus i psykologi vid Ulster University, men fick titeln återkallad av universitetet 2018.
Många forskare kritiserade Lynns arbete för att det saknade vetenskaplig stringens, använde förvrängd data och främjade en rasistisk politisk agenda. Lynn var knuten till ett nätverk av akademiker och organisationer som förespråkar vetenskaplig rasism. Han hade också förespråkat marginella ståndpunkter gällande sexuella skillnader i intelligens. I två böcker skrivna tillsammans med Tatu Vanhanen hävdade Lynn och Vanhanen att skillnader i utvecklingsindex mellan olika nationer delvis orsakas av deras medborgares genomsnittliga IQ. Earl Hunt och Werner Wittmann (2008) ifrågasatte giltigheten av forskningsmetoderna och den mycket inkonsekventa kvaliteten på de tillgängliga datapunkter som Lynn och Vanhanen använde i sin analys. Lynn hävdade också att en hög fertilitetsgrad bland individer med låg IQ utgör ett stort hot mot den västerländska civilisationen, eftersom han trodde att människor med låg IQ så småningom kommer att bli fler än individer med hög IQ. Han argumenterade för en anti-invandrings- och eugenikpolitik, vilket väckte stark kritik internationellt. Lynns arbete var bland de viktigaste källorna som citerades i boken The Bell Curve, och han var en av 52 forskare som skrev under en debattartikel i Wall Street Journal med titeln "Mainstream Science on Intelligence", som stödde ett antal av de åsikter som presenterades i boken.
Han satt även i styrelsen för Pioneer Fund, som finansierar Mankind Quarterly, och har också beskrivits som rasistisk. Han var medlem i redaktionsrådet för tidskriften Personality and Individual Differences fram till 2019.

## Uppväxt och utbildning
Richard Lynns far var Sydney Cross Harland FRS (1891–1982), en jordbruksbotanist och genetiker, som hade bott och arbetat i Trinidad och senare Peru i stor utsträckning och etablerat sig som expert på bomullsgenetik. Lynns mor Ann Freeman (1905–1964) växte ursprungligen upp i Trinidad och utbildades sedan vid Bournemouth Girls' High School och Harrogate Ladies' College, och hade flyttat tillbaka till Karibien för att arbeta som hushållerska för Harland. Harland var en nära kollega till Ann Freemans far – jordbrukschefen i Västindien – men var fortfarande gift med sin första fru Emily. Efter en förbindelse i New York City mellan Harland och Freeman år 1929, korsade hans mor Atlanten för att bosätta sig nära sina föräldrar i Hampstead, där Lynn föddes den 20 februari 1930. I London och sedan Bristol uppfostrade hans mor honom som ensamstående förälder under hans barndom och tonår. År 1949, efter att hans far återvänt till Storbritannien som professor i genetik vid University of Manchester, träffade han honom varje år; Harlands yngre bror Bernard blev sällskap till Lynns mor och de levde tillsammans fram till deras död 1964.
Lynn utbildades vid Bristol Grammar School och King's College, Cambridge, där han avlade doktorsexamen 1956.

## Karriär
Lynn arbetade  som föreläsare i psykologi vid University of Exeter och som professor i psykologi vid Economic and Social Research Institute i Dublin och vid Ulster University.
År 1974 publicerade Lynn en positiv recension av Raymond Cattells A New Morality from Science: Beyondism, där han uttryckte åsikten att "inkompetenta samhällen måste tillåtas gå under" och att "det utländska bistånd som vi ger till den underutvecklade världen är ett misstag, i likhet med att hålla igång inkompetenta arter som dinosaurierna, vilka inte är lämpliga för den konkurrensutsatta kampen om överlevnad". I en intervju 2011 nämnde Lynn arbeten av Cattell, Francis Galton, Hans Eysenck och Cyril Burt som viktiga influenser.

## Arbete

### Publikation om sekulära ökningar av IQ
År 1982 publicerade Richard Lynn en artikel om generationsökningen i prestationer på IQ-tester, känd som Flynneffekten, strax före James Flynns publikationer som dokumenterade samma fenomen. Några forskare har kallat fenomenet för "Lynn-Flynn-effekten" som ett sätt att erkänna båda deras bidrag. I en artikel från 2013 kommenterade James Flynn denna aspekt av effektens namngivning:
| ” | Att kalla massiva IQ-ökningar över tid för "Flynn-effekten" var en historisk slump, en etikett som Charles Murray myntade i "The Bell Curve" 1994. Det är inte en dom som en domstol sannolikt skulle ha avkunnat om den hade haft ett öga för de historiska dokumenten. [...] Därför tackar jag Charles Murray och ber Richard Lynn om ursäkt. | „ |

### Dysgenik och eugenik

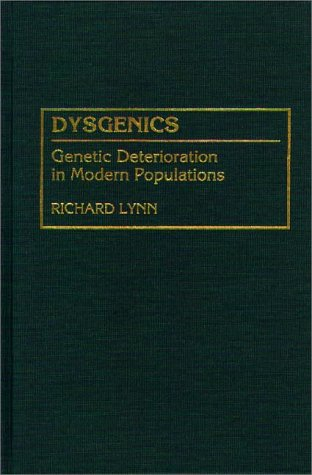
Dysgenik

I Dysgenics: Genetic Deterioration in Modern Populations (1996) granskade Lynn eugenikens och dysgenikens historia, från Bénédict Morels och Francis Galtons tidiga skrifter till eugenikens uppgång i början av 1900-talet och dess efterföljande kollaps. Lynn listar tre problem: försämrad hälsa, intelligens och samvetsgrannhet. Lynn hävdar att, till skillnad från moderna samhällen, gynnade det naturliga urvalet i förindustriella samhällen egenskaper som intelligens och "karaktär".
Enligt Lynn får de med högre utbildningsprestationer färre barn, medan barn med lägre IQ kommer från större familjer. Lynn hävdade att tvillingstudier ger bevis för en genetisk grund för dessa skillnader. Han menar att samvetsgrannhet är ärftlig och att brottslingar tenderar att få fler avkommor. Lynn höll med Lewis Termans kommentar från 1922 att "barn till framgångsrika och kultiverade föräldrar presterar bättre än barn från usla och okunniga hem av den enkla anledningen att deras ärftlighet är bättre".
En recension av Dysgenics av evolutionsbiologen WD Hamilton, publicerad postumt år 2000 i Annals of Human Genetics, berömde boken och dess stöd för eugenik och sade att "en diskussion om den stora mängd bevis som fortfarande ackumuleras om ärftlighet av anlag och skillnader i fertilitet visar i denna bok att nästan alla de tidiga eugenikernas farhågor var välgrundade, trots den relativa bristen på deras bevis vid den tiden".
Psykologen Nicholas Mackintosh, som recenserade boken för Journal of Biosocial Science år 2002, skrev att Lynn "argumenterar för att eugenikernas idéer var korrekta och att vi ignorerar dem på egen risk". Mackintosh kritiserade Lynn för att "inte helt erkänna det negativa sambandet mellan social klass och utbildning å ena sidan, och spädbarnsdödlighet och förväntad livslängd å andra sidan". Han ifrågasatte Lynns tolkning av data och påpekade att enligt Lynns tolkning av teorin om naturligt urval, "om det är sant att de med lägre IQ och mindre utbildning producerar fler avkommor, då är de i bättre form än de med högre IQ och mer utbildning". Enligt Mackintosh är eugeniska argument som Lynns inte baserade på ett "biologiskt imperativ, utan snarare på en särskild uppsättning värdeomdömen".
I Eugenics: A Reassessment (2001) hävdade Lynn att embryoselektion som en form av standardreproduktionsterapi skulle höja befolkningens genomsnittliga intelligens med 15 IQ-poäng under en enda generation (s. 300). Om par producerar hundra embryon, menar han, skulle intervallet i potentiell IQ ligga cirka 15 poäng över och under föräldrarnas IQ. Lynn menar att denna ökning skulle kunna upprepas varje generation och så småningom stabilisera befolkningens IQ på ett teoretiskt maximum på cirka 200 efter sex eller sju generationer.

### Ras och nationella skillnader i intelligens
I slutet av 1970-talet skrev Lynn att han fann att japanernas genomsnittliga IQ var 106,6, och att kineserna som bodde i Singapore hade ett IQ på 110. Lynns psykometriska studier citerades i boken The Bell Curve från 1994 och kritiserades som en del av kontroversen kring den boken. I sin artikel från 2002, "Skin color and intelligence in African Americans", publicerad 2002 i Population and Environment, drog Lynn slutsatsen att ljus hudfärg hos afroamerikaner är positivt korrelerad med IQ, vilket han hävdar härrör från den högre andelen kaukasisk inblandning. Lynn misslyckades dock med att kontrollera för miljöfaktorer under barndomen som är relaterade till intelligens, och hans forskning kritiserades av en senare artikel publicerad i tidskriften av Mark E. Hill. Artikeln drog slutsatsen att "...[Lynns] bivariata samband försvinner när man tar hänsyn till miljöfaktorer i barndomen". I sitt svar till Hill skrev Lynn att "Slutsatsen att det finns ett verkligt samband mellan hudfärg och IQ överensstämmer med hypotesen att genetiska faktorer delvis är ansvariga för skillnaden i intelligens mellan svarta och vita ... bevisen för att en statistiskt signifikant korrelation finns bekräftar den genetiska hypotesen". Detta uttalande beskrevs av Marcus Feldman som "nonsens".
År 2010 sammanfattade Earl B. Hunt Lynns forskning inom detta område tillsammans med Tatu Vanhanens, att han är "mycket kritisk till deras empiriska arbete, och ännu mer till deras tolkningar", men att de "förtjänar beröm för att ha tagit upp viktiga frågor på ett sätt som har resulterat i intressanta och viktiga resultat".
Lynn föreslog "kalla vintrar-teorin" för utvecklingen av mänsklig intelligens, vilken postulerar att intelligens utvecklades i högre grad som en evolutionär anpassning till kallare miljöer. Enligt denna teori skapar kalla miljöer ett selektivt tryck för högre intelligens eftersom de ställer kognitiva krav som inte finns i varmare miljöer, såsom behovet av att hitta sätt att hålla sig varm och att lagra mat inför vintern. James Flynn har kritiserat denna teori som oförenlig med den globala fördelningen av IQ-poäng. Om teorin stämmer skulle folket i Singapore, som huvudsakligen kommer från Kinas södra Guangdong-provins, ha en lägre genomsnittlig IQ än folket i Fastlandskina, när det i själva verket är tvärtom. År 2012 beskrev Scott A. McGreal, som skrev för Psychology Today, det som en helt enkelt historia och sa att teorin inte tar hänsyn till utmaningar som är specifika för varmare miljöer, och inte heller förklarar varför hominider som utvecklades under miljontals år i kallare miljöer (som neandertalare och Homo erectus ) inte också utvecklade liknande intelligens.
I IQ and the Wealth of Nations (2002) menade Lynn och Vanhanen att skillnader i nationers bruttonationalprodukt (BNP) per capita delvis orsakas av IQ-skillnader, vilket innebär att vissa nationer delvis är rikare eftersom deras medborgare är mer intelligenta. K. Richardson skrev i tidskriften Heredity att "ett samband mellan IQ och nationell förmögenhet är knappast förvånande, även om dess kausala riktning är motsatt den som L&V antog. Men jag skulle inte ta 'bevisen' som presenteras i den här boken som argument åt något håll." Andra ekonomer som granskade boken pekade också på ett flertal brister i studien, från otillförlitlig IQ-statistik för 81 av de 185 länder som användes i analysen, till osäkra uppskattningar av den nationella IQ:en i de återstående 101 länderna i urvalet som inte hade publicerade IQ-data. Detta var utöver de mycket otillförlitliga BNP-uppskattningarna för dagens utvecklingsländer och de ännu mer otillförlitliga historiska uppgifterna som uppskattar BNP och nationell IQ från början av 1800-talet, långt innan något av koncepten ens existerade. Även uppgifterna om de 81 länder där direkta bevis på IQ-poäng faktiskt fanns tillgängliga var mycket problematiska. Till exempel baserades datamängderna som innehöll IQ-poäng från surinameser, etiopier och mexikanska personer på icke-representativa urval av barn som hade emigrerat från sitt födelseland till Nederländerna, Israel respektive Argentina. I en bokrecension för Journal of Economic Literature skrev ekonomen Thomas Nechyba: "Sådana svepande slutsatser baserade på relativt svaga statistiska bevis och tvivelaktiga antaganden verkar i bästa fall missvisande och ganska farliga om de tas på allvar. Det är därför svårt att hitta mycket att rekommendera i den här boken." 
Lynns rapport från 2006, Race Differences in Intelligence organiserar data om intelligens i tio befolkningsgrupper och täcker (i 2015 års upplaga) över 500 publicerade artiklar.
Lynns metaanalys listar de genomsnittliga IQ-poängen för östasiater (105), européer (99), inuiter (91), sydostasiater och ursprungsbefolkningar i Amerika vardera (87), öbor i Stilla havet (85), mellanösternbor, sydasiater och nordafrikaner vardera (84), öst- och västafrikaner (67), australiska aboriginer (62) samt bushmän och pygméer (54).
Lynn har tidigare hävdat att näring är den bäst underbyggda miljöförklaringen till variation i det lägre intervallet, och ett antal andra miljöförklaringar har framförts. I sin bok från 2011 , The Chosen People, erbjuder Lynn till stor del genetiska förklaringar till den ashkenaziska judiska intelligensen (vanligtvis uppskattad till 107–115 IQ).

### Könsskillnader i intelligens
Lynn observerade ett samband mellan hjärnstorlek och uppmätt IQ och postulerade att män och kvinnor kan ha hjärnor som skiljer sig åt i storlek i proportion till skillnader i kroppsstorlek. År 1994 formulerade Lynn en utvecklingsteori om könsskillnader i intelligens, där han postulerade att flickor skulle ha en utvecklingsmässig fördel jämfört med pojkar i åldrarna 9 till 14, men att pojkar skulle fortsätta att utvecklas och öka i genomsnittlig IQ i förhållande till flickor från 15 års ålder och framåt. År 2004 genomförde Lynn och Irwing en metaanalys av 57 studier från 14 länder och rapporterade en manlig fördel i IQ (mätt med Ravens progressiva matriser) som börjar visa sig vid 15 års ålder och så småningom når ett genomsnitt på 5 IQ-poäng vid åldrarna 20-29 och uppåt.
I en studie från 2006 av resultat från Naglieris icke-verbala förmågastest hos 5-17-åringar rapporterade Johannes Rojahn och Jack Naglieri fynd som visar en fördel för kvinnor i åldersgruppen 10-13 år och en fördel för män hos 15- och 16-åringar. Författarna drar dock slutsatsen att skillnaderna var mindre än vad Lynn förutspått och för små för att vara av praktisk betydelse.
År 2008 föreslog Lynn och Irwing att eftersom arbetsminnesförmåga korrelerar högst med g- faktorn, skulle forskare inte ha något annat val än att acceptera högre manlig intelligens om skillnader i arbetsminnesuppgifter hittas. Som ett resultat av detta genomförde en neuroavbildningsstudie publicerad av Schmidt et al. (2009) en undersökning av detta förslag genom att mäta könsskillnader på en n-back arbetsminnesuppgift. Resultaten fann ingen könsskillnad i arbetsminneskapacitet, vilket motsäger den ståndpunkt som framförts av Lynn och Irwing (2008). Roberto Colom och Paul M. Thompson, som skriver i The Wiley-Blackwell Handbook of Individual Differences, drar slutsatsen, baserat på Schmidt et al.s och andras resultat, att "det inte finns någon könsskillnad i arbetsminneskapacitet".

### Intranationella underrättelsevariationer
I en artikel från 2005 rapporterade Lynn att mexikaner av europeisk härkomst hade en IQ på 98, mestiser i Mexiko hade en IQ på 94 och ursprungsbefolkningar i Mexiko hade en IQ på 83, vilket förklarar indianernas lägre IQ än väntat med deras dåliga kost och andra sociala faktorer.
I en artikel från 2010 om IQ i Italien hävdade Lynn att IQ är högst i norr (103 i Friuli-Venezia Giulia) och lägst i söder (89 på Sicilien ) och korrelerar med genomsnittliga inkomster, längd, spädbarnsdödlighet, läskunnighet och utbildning. Avsaknaden av faktiska IQ-testdata (eftersom Lynn använde PISA-poängdata) bland andra metodologiska problem och Lynns därav följande slutsatser kritiserades. Andra stora undersökningar i Italien har funnit mycket mindre skillnader i utbildningsresultat. Flera efterföljande studier baserade på direkt bedömning av IQ misslyckades med att rapportera signifikanta skillnader mellan italienska regioner. Tvärtom är resultaten från den södra halvan av landet (103) ibland högre än de från de norra centrala regionerna (100–101).
År 2012 hävdade Lynn på liknande sätt att sydspanjorer har lägre IQ än nordspanjorer och tror att detta beror på gener från Mellanöstern och Nordafrika i södern.
I en artikel från 2015 som publicerades i Intelligence om de regionala IQ-skillnaderna i Turkiet analyserade Lynn, Sakar och Cheng PISA-resultaten för landets NUTS-1-regioner och beräknade de genomsnittliga IQ-poängen för nämnda provinser. De hävdade att det fanns en hög korrelation (r = 0,91) mellan de två mätvärdena. Teamet använde Storbritanniens genomsnittliga PISA-poäng som utgångspunkt för att representera ett IQ på 100. Artikeln drog slutsatsen att NUTS-regionerna med högst IQ-genomsnitt var Västmarmara (97,7), Östmarmara (97,4) och Centrala Anatolien (97,3), medan regionerna med lägst poäng utgjordes av Centrala Östanatolien (87,3) respektive Sydostanatolien (86,3). Artikeln föreslog flera teorier för att förklara regionala IQ-skillnader, såsom att historisk migration till rikare västra kustområden har en eugenisk effekt på intelligensen, eller att ekonomisk tillväxt hämmas av den bergiga terrängen i öst, vilket orsakar en negativ effekt på IQ. I artikeln jämfördes studiens resultat med resultaten från Italien och USA, med hänvisning till en stor regional variation.

### The Global Bell Curve, 2008
Den globala klockkurvan: Ras, IQ och ojämlikhet världen över är en bok av Lynn, ursprungligen utgiven av Washington Summit Publishers 2008. Bokens uttalade syfte är att avgöra om de rasmässiga och socioekonomiska skillnaderna i genomsnittlig IQ i USA, som ursprungligen hävdades i boken The Bell Curve från 1994, även finns i andra länder. Lynns bok hävdar att sådana skillnader finns i andra länder, utöver i USA. Den recenserades positivt av forskarna J. Philippe Rushton, Donald Templer i den vitnationalistiska publikationen The Occidental Quarterly, och Gerhard Meisenberg.
En mindre gynnsam recension av boken skrevs av Wendy Johnson vid University of Edinburgh, som i Intelligence, där Lynn ingick i redaktionen, att "... Trots många möjliga statistiska och psykometriska invändningar är de data som Lynn presenterar i den här boken i huvudsak korrekta. Samtidigt, trots Lynns påståenden om motsatsen, gör dessa data lite eller ingenting för att besvara frågorna om varför detta är fallet eller om situationen är oundviklig eller permanent. Liksom de andra teoretiker han kritiserar, förväxlar Lynn korrelation med kausalitet.

## Pioneer Fund
Lynn  satt i styrelsen för Pioneer Fund och var även medlem av redaktionen för den Pioneer-stödda tidskriften Mankind Quarterly, vilka båda har varit föremål för kontroverser för sin hantering av ras, intelligens och eugenik, och har anklagats för rasism, t.ex. av Avner Falk och William Tucker. Lynn's Ulster Institute for Social Research fick 609 000 dollar i bidrag från Pioneer Fund mellan 1971 och 1996.
Lynns bok från 2001, The Science of Human Diversity: A History of the Pioneer Fund är en historia och ett försvar av fonden, där han argumenterar för att den under de senaste 60 åren har varit "nästan den enda ideella stiftelsen som beviljat bidrag till studier och forskning om individuella och gruppmässiga skillnader och den ärftliga grunden för mänsklig natur". ... Under dessa 60 år har den forskning som finansierats av Pioneer bidragit till att förändra samhällsvetenskapens ansikte."

## Mottagande
Lynns granskningsarbete om globala rasskillnader i kognitiv förmåga har citerats för att felaktigt framställa andra forskares forskning och har kritiserats för osystematisk metodologi och förvrängning.
År 1994 kritiserade Charles Lane Lynns metod i sin artikel i The New York Review of Books, "The Tainted Sources of The Bell Curve " (1994). Pioneer Funds ordförande Harry Weyher, Jr. publicerade ett svar där han anklagade granskaren för fel och förvrängningar; Lane svarade också på detta med ett genmäle.
År 1995 kritiserade psykologen Leon Kamin Lynn i en kritisk recension av The Bell Curve för att ha "bortsett från vetenskaplig objektivitet", "felaktigt återgivit data" och för "rasism". Kamin menar att studierna av afrikaners kognitiva förmåga i Lynns metaanalys som citeras av Richard Herrnstein och Charles Murray visar stark kulturell bias. Kamin förebrådde också Lynn för att ha hittat på IQ-värden från testresultat som inte har någon korrelation med IQ. Kamin noterade också att Lynn uteslöt en studie som inte fann någon skillnad i vitas och svartas prestationer, och ignorerade resultaten av en studie som visade att svarta hade högre poäng än vitas.
År 2002 sa David King, koordinator för konsumentorganisationen Human Genetics Alert: "Vi finner Richard Lynns påståenden om att vissa människor är i sig överlägsna andra motbjudande". År 2003 skrev Gavin Evans i The Guardian att Lynn var en av ett antal "plattjordingar" som har hävdat att "afrikaner, eller svarta amerikaner, eller fattiga människor" är mindre intelligenta än västerlänningar. Han skrev vidare, angående Lynns påståenden att afrikaner är mindre intelligenta än västerlänningar, "Det anmärkningsvärda i allt detta är inte så mycket att det finns människor som tror på honom." – det finns trots allt fortfarande de som hävdar att jorden är platt – utan snarare att vilken trovärdig institution som helst bör ta det på allvar."
Det data som Lynn och Vanhanen använde för den lägsta IQ-uppskattningen, Ekvatorialguinea, hämtades från en grupp barn på ett hem för utvecklingsstörda barn i Spanien. Korrigeringar tillämpades för att justera för skillnader i IQ-kohorter ("Flynn"-effekten) under antagandet att samma korrigering kunde tillämpas internationellt, utan hänsyn till det berörda landets kulturella eller ekonomiska utvecklingsnivå. Även om det verkar finnas ganska få bevis för kohorteffekt på IQ i utvecklingsländerna, visar en studie i Kenya (Daley, Whaley, Sigman, Espinosa & Neumann, 2003) en betydligt större kohorteffekt än vad som rapporterats för utvecklade länder.
År 2002 uppstod en akademisk tvist efter att Lynn hävdat att vissa raser är till sin natur mer psykopatiska än andra, och andra psykologer kritiserade hans data och tolkningar. Kamin sa att "Lynns förvrängningar och felaktiga framställningar av data utgör en verkligt giftig rasism, i kombination med den skandalösa bristande respekten för vetenskaplig objektivitet".
År 2006 bestred John P. Jackson Jr., vid University of Colorado, Boulder, Lynns påstående i The Science of Human Diversity att Pioneer Fund var avsedd för att finansiera objektiv vetenskaplig forskning. Jackson skrev att "... Även om Pioneer Fund kanske inte officiellt har godkänt något policyförslag, har den finansierat en grupp som är anmärkningsvärt enhetlig i sitt motstånd mot skolintegration, invandring och positiv särbehandling. År 2010, på Lynns 80-årsdag, gavs ett specialnummer ut av Personlighet och individuella skillnader tillägnat hans arbete. Detta nummer redigerades av den danske psykologen Helmuth Nyborg med bidrag från Nyborg, J. Philippe Rushton, Satoshi Kanazawa och flera andra.
I februari 2018 utfärdade studentkåren vid Ulster University en motion där de krävde att universitetet skulle återkalla Lynns titel som emeritusprofessor. I motionen argumenterades att Lynns titel skulle återkallas eftersom han har gjort uttalanden som är "rasistiska och sexistiska till sin natur". Universitetet godkände denna begäran i april 2018.

## Anklagelser om rasism
Lynn listas av Southern Poverty Law Center (SPLC) i deras extremistregister som vit nationalist. SPLC har fört register över Lynns kontroversiella uttalanden: till exempel, i en intervju 2011 med den dåvarande högerextrema konstnären Alex Kurtagić, sa Lynn: "Jag är djupt pessimistisk om de europeiska folkens framtid eftersom massinvandring av tredje världens folk kommer att leda till att dessa blir majoriteter i USA och västligaste Europa under detta århundrade. Jag tror att detta kommer att innebära förstörelsen av den europeiska civilisationen i dessa länder." År 1995 citerades Lynn av medieorganisationen Fairness &amp; Accuracy In Reporting (FAIR) och sa: "Det som krävs här är inte folkmord, avlivandet av befolkningen i inkompetenta kulturer. Men vi måste tänka realistiskt i termer av 'utfasning' av sådana folk." ... Evolutionära framsteg innebär utrotning av de mindre kompetenta. Att tro något annat är ren sentimentalitet."

FAIR citerade också Lynn som sagt i en intervju med den högerorienterade brittiska politiska tidskriften Right NOW!:
| ” | Jag tror att den enda lösningen ligger i att USA upplöses. Svarta och latinamerikaner är koncentrerade i sydväst, sydöst och öst, men nordväst och den yttersta nordöstra delen av USA, Maine, Vermont och norra delstaten New York har en stor övervikt av vita. Jag anser att dessa övervägande vita stater borde förklara sig självständiga och utträda ur unionen. De skulle då införa strikta gränskontroller och tillhandahålla ett minimum av välfärd, vilket skulle begränsas till medborgarna. Om detta gjordes skulle den vita civilisationen överleva inom denna handfull stater. In two books co-written with Tatu Vanhanen, Lynn and Vanhanen argued that differences in developmental indexes among various nations are partially caused by the average IQ of their citizens. Earl Hunt and Werner Wittmann (2008) questioned the validity of their research methods and the highly inconsistent quality of the available data points that Lynn and Vanhanen used in their analysis. | „ |

SPLC uppgav att "i 50 år har Richard Lynn varit i framkant av den vetenskapliga rasismen", att "han argumenterar för att nationerna med högst IQ måste underkuva eller eliminera grupperna med lägre IQ inom sina gränser för att bevara sin dominans", och sammanfattar sin karriär så här:
| ” | Sedan 1970-talet har Richard Lynn outtröttligt arbetat för att sätta ras, gener och IQ i centrum för diskussioner kring ojämlikhet. Genom sina egna skrifter och de som publicerats av hans Ulster Institute for Social Research i Nordirland argumenterar Lynn för att medlemmar av olika raser och nationer har medfödda skillnader i intelligens och beteende, och att dessa är ansvariga för allt från fängelsefrekvensen bland svarta amerikaner till fattigdomen i utvecklingsländer. Lynn är också en etnisk nationalist som anser att länder måste "förbli rasmässigt homogena" för att blomstra. | „ |

Centret har också uppgett att "Lynn använder sin auktoritet som [tidigare] professor (emeritus) i psykologi vid University of Ulster för att argumentera för icke-vita människors genetiska underlägsenhet."
Lynn var en flitig talare vid konferenser som anordnades av den vitnationalistiska tidskriften American Renaissance.

## Död
Den 23 juli 2023 tillkännagavs att Lynn hade avlidit. Han var 93 år.

## Verk
- Lynn, Richard (1997). Dysgenics: Genetic Deterioration in Modern Populations. Praeger Publishers. ISBN 9780275949174. https://dn790007.ca.archive.org/0/items/Dysgenics-Richard-Lynn/Dysgenics-Richard-Lynn.pdf.
- Lynn, Richard (2001). The Science of Human Diversity: A History of the Pioneer Fund. University Press of America. ISBN 076182040X.
- Lynn, Richard (2001). Eugenics: A Reassessment. Praeger Publishers. ISBN 9780275958220. https://archive.org/download/richard-lynn-eugenics/Richard-Lynn-Eugenics.pdf.
- Lynn, Richard; Vanhanen, Tatu (2002). IQ and the Wealth of Nations. Westport, Connecticut: Praeger. ISBN 9780275975104.
- Lynn; Vanhanen (2006). IQ and Global Inequality. Washington Summit Publishers. ISBN 1-59368-025-2.
- Lynn, Richard; Vanhanen, Tatu (2012). Intelligence: A Unifying Construct for the Social Sciences. Ulster: Ulster Institute for Social Research. ISBN 9780956881175. https://lesacreduprintemps19.wordpress.com/wp-content/uploads/2012/08/intelligence-a-unifying-construct-for-the-social-sciences-richard-lynn-and-tatu-vanhanen.pdf.
- Lynn, Richard (2015). Race Differences in Intelligence: An Evolutionary Analysis. Washington Summit Publishers. ISBN 978-1593680190. https://archive.org/download/RaceDifferencesInIntelligenceAnEvolutionaryAnalysis/%5BRichard_Lynn%5D_Race_Differences_in_Intelligence_A%28b-ok.xyz%29.pdf.
- Lynn, Richard; Becker, David (2019). The Intelligence of Nations. London: Ulster Institute for Social Research. ISBN 9780993000157. https://www.ulsterinstitute.org/ebook/THE%20INTELLIGENCE%20OF%20NATIONS%20-%20Richard%20Lynn,%20David%20Becker.pdf.
- Lynn, Richard; Dutton, Edward (2019). Race Differences in Psychopathic Personality: An Evolutionary Analysis. Augusta, Georgia: Washington Summit Publishers. ISBN 9781593680626.
- Lynn, Richard (2020). Memoirs of a Dissident Psychologist. Ulster Institute for Social Research. ISBN 9780993000171.
- Lynn, Richard (2021). Sex Differences in Intelligence: The Developmental Theory. Arktos Media Ltd. ISBN 978-1914208652.